# House of Fraser
House of Fraser eller Frasers er en britisk stormagasinkæde med 44 lokaliteter i Storbritannien. Den ejes i dag af Frasers Group. Oprindeligt blev den etableret i Glasgow i 1849 som Arthur and Fraser. Fra 1891 var den kendt som Fraser & Sons.